# W drodze do domu
W drodze do domu (norw. Hjem til jul) – norwesko-szwedzki film fabularny z 2010 roku w reżyserii Benta Hamera, zrealizowany na podstawie opowiadania Levi Henriksena pt. Bare mjuke pakker under treet.

## Fabuła
Akcja filmu rozgrywa się w norweskim miasteczku Skogli w noc wigilijną. Jednym z bohaterów filmu jest lekarz Knut, któremu poród dziecka uniemożliwia spędzenie Wigilii z własną rodziną. Na świat przychodzi dziecko uciekinierów z Kosowa: Albanki i Serba. Paul, przyjaciel Knuta planuje zemstę na kochanku swojej żony. Thomas chce spędzić wieczór z rodziną swojej dziewczyny Bintu. Wieczór przynosi rozczarowanie Karin, która przygotowuje kolację dla żonatego kochanka i Jordanowi, byłemu piłkarzowi, który nie będzie miał okazji spędzić świąt w domu rodzinnym.
Zdjęcia do filmu realizowano w Östersundzie, Stjørdalu i w Duisburgu.

## Główne role
- Fridtjov Såheim jako Knut
- Trond Fausa Aurvaag jako Paul
- Morten Ilseng Risnes jako Thomas
- Sarah Bintu Sakor jako Bintu
- Nina Andersen Borud jako Karin
- Reidar Sørensen jako Jordan
- Arianit Berisha jako Goran
- Cecile Mosli jako Elise
- Joachim Calmeyer jako Simon
- Tomas Norström jako Kristen
- Nina Zanjani jako Albanka
- Igor Necemer jako Serb
- Isaka Sawadogo jako ojciec Bintu
- Ingunn Beate Øyen jako Johanne Jakobsen
- Marcus Fagervik jako Torbjørn
- Levi Henriksen jako ochroniarz
- Gard Eidsvold jako konduktor w pociągu
- Kai Remlov jako ratownik z karetki pogotowia
- Robert Skjærstad

## Nagrody i wyróżnienia
- 2011: RiverRun International Film Festival
  - nagroda publiczności

W 2011 film uzyskał trzy nominacje do norweskich nagród Amanda (dla najlepszego filmu, dla najlepszego aktora drugoplanowego i za dźwięk).